# Фінстерааргорн
Фінстерааргорн (нім. Finsteraarhorn) — гора висотою 4 274 м.н.м. в Бернських Альпах (найвища гора в цій частині Альп), розташована на межі кантонів Вале та Берн. Вона також є найвищою горою Альп, яка розташована поза межами основного хребта (вододілу) Альп, дев'ятою за абсолютною висотою та третьою за відносною висотою в Альпах.

## Опис
Незважаючи на те, що Фінстерааргорн є найвищою горою Бернських Альп, її вершина значно менш відвідувана ніж розташовані неподалеку Юнгфрау та Айгер. Це викликано її розташуванням у одному з найвіддаленіших районів Альп, повністю в оточенні ненаселених льодовикових долин.

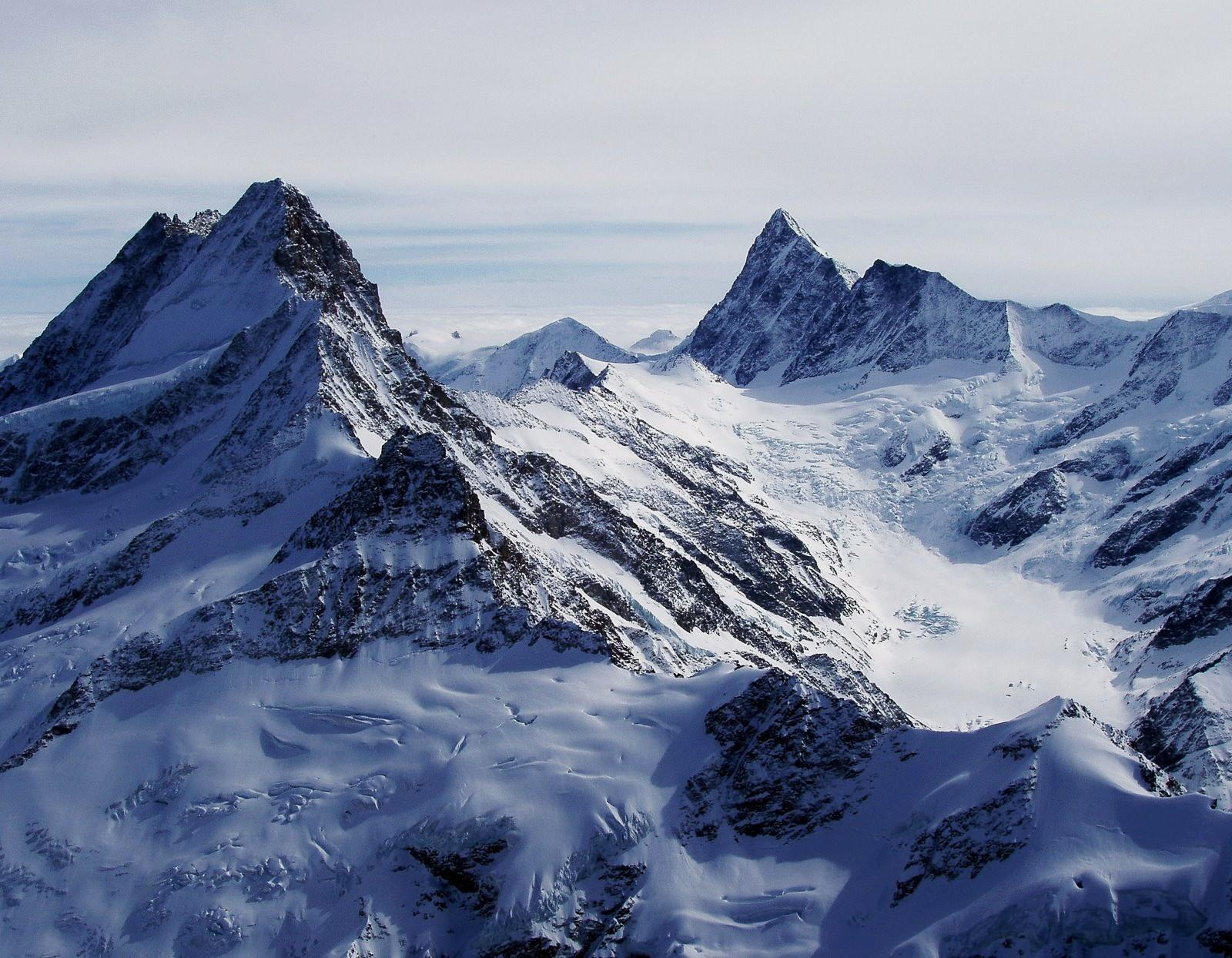
Шрекгорн та Фінстерааргорн (справа), з льодовиком Нижній Грінделвальд між ними

На захід від гори лежить Фішер, третій за розміром у Альпах, а на схід — Великі Аарські льодовики. Менший льодовик Нижній Грінделвальд лежить на північ від масиву. Фінстерааргорн оточений вершинами Шрекгорн та Лаутерааргорн на північ, Великий Фішергорн, Грюнгорн та Великий Ванненгорн на захід та Оберааргорн на схід.
Вершина розташована на кордоні між кантонами Вале та Берн. Політично, вона поділена між муніципалітетами (спільнотами) Фішерталь (Вале) та Гуттаннен (Берн). Кордон мід кантонами Вале та Берн також є вододілом між річками Рона (Середземне море) та Рейн (Північне море). Фінстерааргорн є найвищою точкою басейну Рейна.
Фінстерааргорн втратив статус найвищої вершини Швейцарії, поступившись вершині Дюфур (Монте Роза), коли Вале приєднався до Швейцарської Конфедерації в 1815 році.

## Геологія
Фінстерааргорн є найвищою точкою гірського масиву Аар (нім. Aarmassiv), геологічного кристаллінового масиву, що виходить на поверхню в східних Бернських, Урнських та Лепонтинських Альпах. Масив належить до гельветичної зони та складається переважно з каміння Європейського континенту, переважно гранітів та гнейсів. Сам Фінстерааргорн складається з амфіболітів.
Тектонічне підняття масиву відбулося досить пізно в альпійській орогенії, протягом олігоцену, 30–40 мільйонів років тому. Нееластична деформація скель призвела до багатьох розривів і формування гідротермальних кристалів з осадів насиченої мінералами води, яка текла всередині.

## Альпінізм

### Історія підкорення

#### Спірне перше сходження

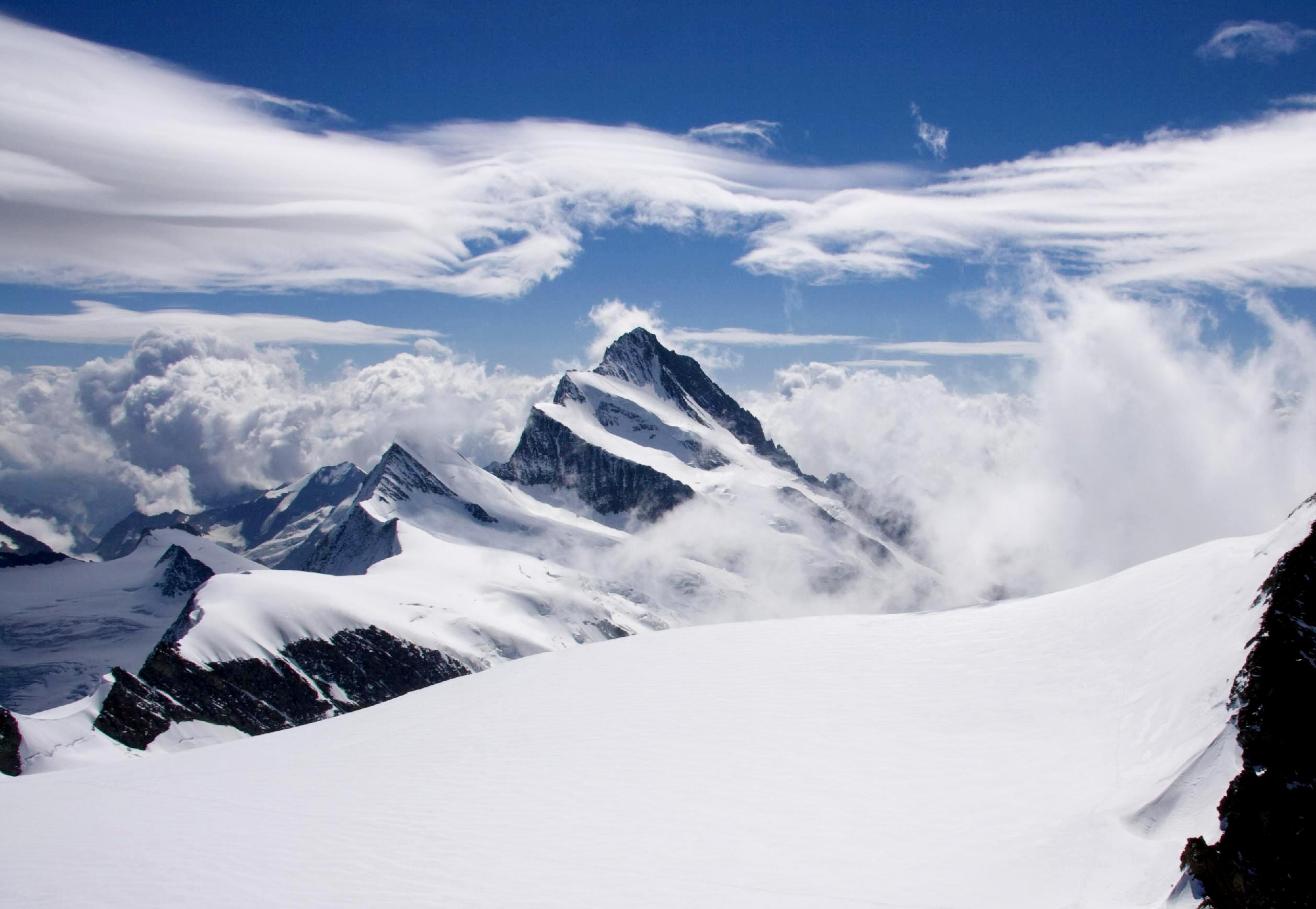
Вид на гору з заходу. Гуґізаттель лежить трохи нижче піку, зліва

Перше сходження на гору тривалий час було предметом суперечок.
Перша спроба була здійснена 16 серпня 1812 року торговцем з Ааргау Рудольфом Маєром, якого вели місцеві гіди Каспар Губер, Арнольд Аббюл, Йозеф Бортес та Алоіс Фолькер. Маєр, Бортес та Фолькер першими підкорили Юнгфрау роком раніше. Вони наблизились до гори через перевал Обераарйох, льодовик Штудера та південно-східний гребінь, що є більш довгим та складним шляхом, ніж теперішній стандартний маршрут через північно-західний гребінь. Майєр виснажився та залишився позаду після досягнення гребня, можливо на висоті 3 883 м.н.м. (Пік Маєра). Губер залишився з ним, а інші три гіди пішли далі та ймовірно досягли вершини через три години.
19 серпня 1828 року Франц Йозеф Гуґі, геолог з Золотурну, здійснив ще одну спробу з сімома місцевими альпіністами. Серед них був і Арнольд Аббюл, який розповів Гуґі про своє сходження 16 років тому, однак Гуґі зі зневагою відкинув його розповідь, частково тому, що Аббюл неправильно ідентифікував вершину на початку їх підйому. Група досягла сідловини на висоті бл. 4 080 м.н.м. (Гуґізаттель) на північно-західному гребні, але повернула назад через погану погоду після того, як Гуґі та один з гідів ледве не впали з гребеня.
Наступного року Гуґі організував ще одну експедицію тим самим шляхом. І хоча спроба 3 серпня була невдалою, 10 серпня 1829 року двоє його гідів, Якоб Лойтольд та Йоханн Варен досягли вершини та провели там три години, будуючи двометрову піраміду, щоб закріпити щоглу з прапором. Гуґі залишився позаду трохи вище сідловини, бо не насмілився піднятися по крутому підйому, частково тому, що підвернув ногу місяцем раніше. На зворотному шляху нога його турбувала і гіди несли його по черзі вниз по льодовику. Його розповідь про підйом не наводить будь-яких свідчень більш раннього підйому.
У статтях 1881 та 1908 років, альпіністи та історики альпійських сходжень Ґоттліб Штудер та В. А. Б. Кулідж, відповідно, стверджували про свою впевненість у успіху експедиції Майєра. Однак, Джон Персі Фарра 1913 в статті в Alpine Journal дійшов висновку, що гіди в 1812 році досягли плеча вершини висотою 4 167 м.н.м. за 200 метрів на південь від основної вершини, що він однак вважав досягненням, яке на півстоліття випередило свій час.

#### Інші сходження

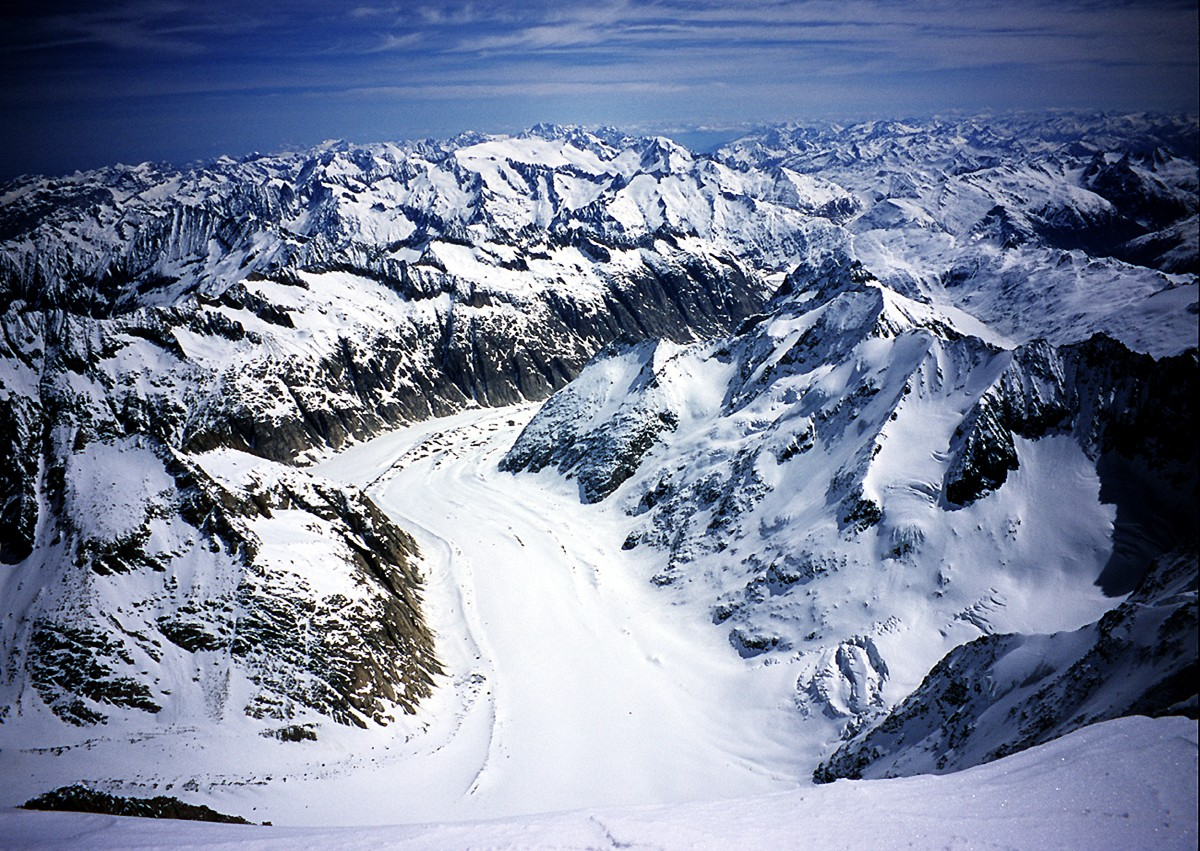
Вид з вершини на льодовик Фінстераар

П'яте сходження відбулося 13 серпня 1857 року і було першим англійським у складі Джона Фредеріка Харді, Вільяма Метьюза, Бенджаміна Ст-Джона Аттвуда-Метьюза, Дж. К. В. Елліма та Едварда Ширлі Кеннеді, у супроводі гідів Агуста Зімона та Жана-Баптіста Кроца, Йоханна Жана Ст., Алоіса Бортіса. Вони почали сходження з Конкордіаплац о 14:30 та досягли вершини об 23:53. На вершині Фінстерааргорна, англійці вирішили заснувати асоціацію альпіністів, яку пізніше назвали Alpine Club.
Найважчий маршрут на вершину, північно-східна сторона (обличчя), було пройдено 16 липня 1904 року Дж. Хаслером та його гідом Ф.Аматтером. Цей підйом був початком епопеї з підкорення великих північних сторін (облич) Бернських Альп. Зокрема, з 1904 по 1977 рік північно-східна сторона Фінстерааргорну підкорювалась лише 11 разів. Третє з цих сходжень було здійснено 3 вересня 1930 року Міріам О'Брайян Андерхілл з гідами А. та Ф.Рубі, про що вона написала у своїй книзі Give me the Hills.

### Маршрути
| Маршрут                                     | Початок                  | Час сходження            | Складність |
| ------------------------------------------- | ------------------------ | ------------------------ | ---------- |
| Стандартний маршрут                         | прихисток Фінстерааргорн | 4-5 годин                | PD         |
| Північно-західний гребінь (гребінь Агассіз) | прихисток Фінстерааргорн | 3-4 годин від Агассізйох | AD         |
| Південно-східний гребінь                    | прихисток Обераарйох     | 14-15 годин              | D          |
| Східний бік                                 | прихисток Обераарйох     | 8-10 годин від Штудерйох | TD         |